# Nortia cavicollis
Nortia cavicollis là một loài bọ cánh cứng trong họ Cerambycidae.